# 7-й округ департамента Нор
7-й избирательный округ департамента Нор включает восемь коммун округа Лилль, в том числе часть города Рубе. 
Общее число избирателей, включенных в списки для голосования в 2017 г. - 72 443 чел.
До 2012 г. 7-й округ включал три кантона округа Лилль: Ланнуа (без коммун Анстен, Безье, Виллем, Грюзон, Саи-ле-Ланнуа, Трессен, Форе-сюр-Марк, Шеран), Рубе-Центр (частично) и Рубе-Эст .
Действующим депутатом Национального собрания по 7-му округу является Франсис Веркамер (Союз демократов и независимых), мэр города Ам.
|  | Начало срока      | Конец срока       | Депутат          | Партия                             |
|  | ----------------- | ----------------- | ---------------- | ---------------------------------- |
|  | 21 июня 2017 г.   | н/вр              | Франсис Веркамер | Союз демократов и независимых      |
|  | 18 июня 2012 г.   | 20 июня 2017 г.   | Франсис Веркамер | Новый центр                        |
|  | 26 июня 2007 г.   | 17 июня 2012      | Франсис Веркамер | Новый центр                        |
|  | 19 июня 2002 г.   | 25 июня 2007 г.   | Франсис Веркамер | Союз за народное движение          |
|  | 12 июня 1997 г.   | 18 июня 2002 г.   | Ги Аскуэт        | Зеленые                            |
|  | 02 апреля 1993 г. | 21 апреля 1997 г. | Мишель Гизель    | Объединение в поддержку республики |
|  | 23 июня 1988 г.   | 01 апреля 1993 г. | Бернар Картон    | Социалистическая партия            |
|  | 08 июля 1981 г.   | 01 апреля 1986 г. | Пьер Прувос      | Социалистическая партия            |
|  | 03 апреля 1978 г. | 22 мая 1981 г.    | Пьер Прувос      | Социалистическая партия            |
|  | 02 апреля 1973 г. | 02 апреля 1978 г. | Андре Демюлье    | Социалистическая партия            |

## Результаты выборов
Выборы депутатов Национального собрания 2017 г.:
|                | Кандидат         | Партия                        | Первый тур | Первый тур     | Второй тур | Второй тур |
| Кол-во голосов | Кандидат         | Партия                        | % голосов  | Кол-во голосов | % голосов  |            |
| -------------- | ---------------- | ----------------------------- | ---------- | -------------- | ---------- | ---------- |
|                | Франсис Веркамер | Союз демократов и независимых | 8 269      | 25,56          | 13 576     | 53,52      |
|                | Арно Верспьеран  | Демократическое движение      | 11 226     | 34,70          | 11 788     | 46,48      |
|                | Ян Мерлевед      | Непокорённая Франция          | 4 792      | 14,81          |            |            |
|                | Франсуаза Колзаэ | Национальный фронт            | 4 761      | 14,72          |            |            |
|                | Элен Вьяр        | Социалистическая партия       | 1 220      | 3,77           |            |            |
|                | Карима Шуиа      | Европа Экология Зелёные       | 1 078      | 3,33           |            |            |
| Прочие         | Прочие           | Прочие                        |            | менее 1 %      |            |            |

Выборы депутатов Национального собрания 2012 г.:
|                | Кандидат              | Партия                   | Первый тур | Первый тур     | Второй тур | Второй тур |
| Кол-во голосов | Кандидат              | Партия                   | % голосов  | Кол-во голосов | % голосов  |            |
| -------------- | --------------------- | ------------------------ | ---------- | -------------- | ---------- | ---------- |
|                | Франсис Веркамер      | Новый центр              | 15 297     | 40,71          | 19 606     | 55,07      |
|                | Маржолен Пьерра-Ферай | Социалистическая партия  | 12 226     | 32,53          | 15 994     | 44,93      |
|                | Джанни Мели           | Национальный фронт       | 5 867      | 15,61          |            |            |
|                | Изабель Ванспеброэк   | Левый фронт              | 1 857      | 4,94           |            |            |
|                | Жорж Дюваль           | Демократическое движение | 729        | 1,94           |            |            |
|                | Клодин Дебов          | Партия зеленых           | 545        | 1,45           |            |            |
| Прочие         | Прочие                | Прочие                   |            | менее 1 %      |            |            |

Выборы депутатов Национального собрания 2007 г.:
|                | Кандидат           | Партия                  | Первый тур | Первый тур     | Второй тур | Второй тур |
| Кол-во голосов | Кандидат           | Партия                  | % голосов  | Кол-во голосов | % голосов  |            |
| -------------- | ------------------ | ----------------------- | ---------- | -------------- | ---------- | ---------- |
|                | Франсис Веркамер   | Новый центр             | 10 810     | 30,10          | 17 844     | 50,26      |
|                | Фанни Буллаэр      | Социалистическая партия | 11 121     | 30,96          | 17 660     | 49,74      |
|                | Марк-Андре Пик     | Разные правые           | 6 380      | 17,76          |            |            |
|                | Сильви Годдин      | Национальный фронт      | 3 030      | 8,44           |            |            |
|                | Слиман Тир         | Зеленые                 | 1 722      | 4,79           |            |            |
|                | Патрик Морталь     | Крайне левые            | 958        | 2,67           |            |            |
|                | Франсуаза Дельбарр | Крайне левые            | 821        | 2,29           |            |            |
|                | Мари-Клод Ванутт   | Экологисты              | 696        | 1,94           |            |            |
| Прочие         | Прочие             | Прочие                  |            | менее 1 %      |            |            |